# Македонци у Хрватској
Македонци у Хрватској односи се на групу етничких Македонаца који живе у Хрватској. Према званичном попису становништва из 2011. године, у Хрватској живи 4.138 етничких Македонаца.
Македонци су признати као аутохтона национална мањина и као такви бирају посебног заступника у Хрватском сабору, заједно са припадницима четири друге националне мањине.

## Миграције
Македонци су мигрирали у Хрватску још у доба СФРЈ. Рана миграција Македонаца била је првенствено руралног порекла. Овим мигрантима придружили су се и многи новији пословни мигранти који су дошли у Хрватску због понуђених могућности. Многи су се населили у главном граду Загребу и Истри. Македонске заједнице могу се наћи и у већим градовима као што су Осијек, Пула и Задар.

## Култура
Главно македонско културно удружење у Хрватској је Македонска заједница у Републици Хрватској. Основана је 1992. године и огранак је преко шест других мањих организација из већих градова у којима живе Македонци. Културна удружења су следећа; КУД-Охридски Бисер из Загреба, КУД-Македонија из Сплита, КУД-Биљана из Задра, КУД-Брак Миладинов из Осијека, КУД-Илинден из Ријеке и КУД-Кочо Рацин из Пуле.
Удружења подстичу традиционални македонски фолклор и обичаје из матице. Они такође подстичу очување македонског наслеђа, језика и традиције у Хрватској.
Лекторат на македонском језику основан је на Универзитету у Ријеци 2008.

## Религија
Македонци у Хрватској су претежно присталице Македонске православне цркве. Постоје четири организоване црквене општине које су скраћено МПЦО (мкд. Македонска Православна Црковна Општина). Четири заједнице су Света Злата Мегленска Загребачка, Свети Наум Охридски у Сплиту, Свети Јоаким Осоговски Пулски и Свети Цар Константин и Царица Јелена Ријечка. Отац Киро Велински служи литургију у Загребу и Сплиту.
Македонска православна црква Свете Злате Мегленске у Загребу посвећена је маја 2023.

## Медији
У Хрватској ради неколико листова на македонском језику. Најистакнутији је Македонски Глас који се штампа од 1990-их. Штампан је уз финансијску помоћ хрватске владе.

## Македонци по окрузима и градовима
| Жупанија               | Македонци | %     |
| ---------------------- | --------- | ----- |
| Град Загреб            | 1,036     | 0.14% |
| Истарска               | 488       | 0.25% |
| Приморско-горанска     | 443       | 0.17% |
| Сплитско-далматинска   | 269       | 0.06% |
| Осјечко-барањска       | 230       | 0.09% |
| Загребачка             | 206       | 0.07% |
| Задарска               | 98        | 0.06% |
| Сисачко-мославачка     | 90        | 0.06% |
| Дубровачка-неретванска | 89        | 0.08% |
| Карловачка             | 86        | 0.08% |
| Вуковарско-сремска     | 69        | 0.05% |
| Шибенско-книнска       | 68        | 0.07% |
| Бјеловарско-билогорска | 56        | 0.05% |
| Пожешко-славонска      | 48        | 0.07% |
| Међимурска             | 47        | 0.04% |
| Вараждинска            | 43        | 0.03% |
| Вировитичка-подравска  | 43        | 0.06% |
| Копривничко-крижевачка | 42        | 0.04% |
| Крапинско-загорска     | 41        | 0.03% |
| Бродско-посавска       | 39        | 0.03% |
| Личко-сењска           | 24        | 0.06% |

| 10 најнасељенијих градова са Македонцима |               |           |      |
| бр                                       | Град          | Македонци | %    |
| 1                                        | Загреб        | 1,036     | 0.14 |
| 2                                        | Ријека        | 240       | 0.22 |
| 3                                        | Пула          | 203       | 0.39 |
| 4                                        | Сплит         | 145       | 0.09 |
| 5                                        | Осијек        | 139       | 0.14 |
| 6                                        | Задар         | 63        | 0.09 |
| 7                                        | Карловац      | 62        | 0.13 |
| 8                                        | Велика Горица | 57        | 0.09 |
| 9                                        | Шибеник       | 46        | 0.11 |
| 10                                       | Сисак         | 43        | 0.11 |

## Значајни Македонци у Хрватској
- Љупка Димитровска - певачица
- Љиљана Николовска – певачица
- Аки Рахимовски - певач
- Ордан Петлевски - уметник
- Сибила Петлевски - аутор
- Гоце Седлоски - фудбалски менаџер, бивши фудбалер
- Бранко Трајков – бубњар
- Костадинка Велковска - глумица